# Кащеев, Борис Иванович
Борис Иванович Кащеев (30 декабря 1908 — 14 июля 1989) — советский военачальник, полковник (11 августа 1942 года).

## Биография
Родился 30 июля 1908 года в Уфе.
В 1924 году окончил школу ФЗУ, получив специальность слесаря. В Красную армию был мобилизован уфимским ЦК ВЛКСМ 11 ноября 1926 года. Окончил Военную академию им. Ворошилова и Военную академию им. Фрунзе. Член ВКП(б)/КПСС с 1930 года.
Был курсантом Томской артиллерийской школы с 30 ноября 1926 года. Дослужился до командира учебной батареи 36-го артиллерийского полка 36-й стрелковой дивизии Забайкальского военного округа (на 23.04.1937). Слушатель Военной Академии им. Фрунзе с 1 октября 1937 года. Командир батальона курсантов Новосибирского пехотного училища с 4 февраля 1940 года и старший помощник начальника оперативного отдела штаба 24-й армии с 6 января 1941 года.
Участник Великой Отечественной войны с июня 1941 года, воевал на Западном, Юго-западном, Северо-западном и 2-м Украинском фронтах. Был начальником оперативного отделения штаба 24-й армии, затем — начальником штаба и заместителем командира 1-й гвардейской стрелковой дивизии. Позже — начальником штаба 4-го воздушно-десантного корпуса, заместителем и начальником штаба 1-й гвардейской воздушно-десантной дивизии; исполнял обязанности командира этой дивизии с 12.12.1943 по 17.12.1943, затем был начальник штаба этой же дивизии. Был ранен, находился на излечении с 13 февраля 1944 года. Начальник I отдела штаба ВДВ (с 08.04.1944), исполняющий обязанности начальника штаба 11-й гвардейской воздушно-десантной дивизии (с 25.07.1944), исполняющий обязанности начальника штаба 104-й гвардейской стрелковой дивизии (с 11.01.1945). С 1 марта 1945 года находился на излечении в госпитале венгерского города Дебрецен.
После войны, Б. И. Кащеев — исполняющий обязанности начальника штаба 104-й гвардейской стрелковой дивизии (с 11.01.1945). С 23 мая 1945 года находился в распоряжении Уполномоченного СНК СССР, с 21 января 1946 года — в распоряжении ГУК НКО по 6 отделу, с 28 января — в распоряжении начальника ГУК НКО. Начальник оперативной подготовки оперативного управления штаба КВО с 5 июля 1946 года. После окончания Высшей ордена Суворова Военной Академии им. Ворошилова был начальником штаба и первым заместителем командира 97-й гвардейской стрелковой дивизии. С 10 ноября 1952 года находился в распоряжении командующего войсками Прикарпатского военного округа.
После выхода в отставку много лет работал на военной кафедре Красноярского политехнического института. Дата и место смерти неизвестны.

## Награды
- Награждён орденом Ленина, тремя орденами Красного Знамени, орденами Отечественной Войны I степени и Красной Звезды, а также медалями.[1]
- Почетный гражданин венгерского города Бичка.[2]